# Irena Lednická
Irena Lednická (* 17. ledna 1966 Valtice) je bývalá československá hráčka basketbalu. Je vysoká 183 cm. V letech 1985–1987 reprezentovala pod jménem Irena Nejedlá.

## Sportovní kariéra
V basketbalovém reprezentačním družstvu Československa v letech 1983 až 1990 hrála celkem 160 utkání a má podíl na dosažených sportovních výsledcích. Zúčastnila se dvou kvalifikací na
Olympijské hry 1984 (Havana, Kuba) a 1988 (Kuala Lumpur, Malajsie) – 5. místo, Mistrovství světa 1986 Moskva – 4. místo, dvou Mistrovství Evropy 1985, 1987, na nichž získala tři čtvrtá místa na MS 1976 a na ME 1985 a 1987. S družstvem Československa na Mistrovství Evropy juniorek v roce 1983 (Pescara, Itálie) získala titul mistra Evropy.
V československé basketbalové lize žen hrála celkem 9 sezón (1981–1990) za družstvo KPS Brno, s nímž získala v ligové soutěži dvě třetí místa (1983, 1987) a dvě čtvrtá místa. Je na 60. místě v dlouhodobé tabulce střelkyň československé basketbalové ligy žen za období 1963–1993 s počtem 2104 bodů.
S klubem se zúčastnila tří ročníků Evropského poháru Liliany Ronchetti (1982, 1984, 1988), v němž v roce 1982 klub prohrál až ve finále poháru proti Spartaku Moskva Reg. 68-89.

## Sportovní statistiky

### Kluby
- 1981–1990 KPS Brno, celkem 9 sezón a 2 medailová umístění: 2x 3. místo (1983, 1987), 2x 4. (1984, 1986), 2x 5. (1982, 1985), 6. (1988), 2x 7. (1989, 1990)
- 60. místo v tabulce střelkyň ligy s počtem 2104 bodů

### Evropské poháry
- KPS Brno – Pohár Liliany Ronchetti 1982 (9 zápasů 6-3), 1984 (2 0-2), 1988 (2 0-2)
- V roce 1982 2. místo, prohra ve finále Evropského poháru proti Spartak Moskva Reg. 89-68

### Československo
- Kvalifikace na Olympijské hry 1984 Havana, Kuba (45 bodů /10 zápasů), 1988 Kuala Lumpur, Malajzie (32 /4) 5. místo
- Mistrovství světa: 1986 Moskva (3 /2) 4. místo
- Mistrovství Evropy: 1985 Treviso, Itálie (5 /3) 4. místo, 1987 Cadiz, Španělsko (4 /3) 4. místo, celkem na 2 ME 9 bodů /6 zápasů
- 1983-1990 celkem 160 mezistátních zápasů, na OH, MS a ME celkem 89 bodů v 22 zápasech
- Mistrovství Evropy juniorek v roce 1983 (Pescara, Itálie) 1. místo a titul mistra Evropy